# Liga de Campeones de la EHF femenina 2024-25
La Liga de Campeones de la EHF femenina 2024-25 es la 32.ª edición de la máxima categoría de clubes del balonmano europeo femenino, que comenzó el 7 de septiembre de 2024 y se extendió hasta junio de 2025.
La 32.ª edición viene precedida de la victoria del Győri ETO KC húngaro en la temporada 2023-24, donde levantaron su 6ª Liga de Campeones.
La temporada se vio afectada por la desaparición del Vipers Kristiansand noruego por problemas económicos. El campeón noruego, y campeón de tres ediciones de la Champions League de forma consecutiva (2020-21, 2021-22, 2022-23), perdió automáticamente todos sus partidos por 10-0 a partir de entonces.

## Equipos clasificados
Estos son los equipos clasificados para esta edición:
| Grupo A            | Grupo B                 |
| ------------------ | ----------------------- |
| Metz Handball      | Győri ETO KC            |
| Ferencvárosi TC    | Team Esbjerg            |
| CSM București      | Odense Håndbold         |
| RK Podravka Vegeta | Brest Bretagne Handball |
| Storhamar HE       | HB Ludwigsburg          |
| RK Krim            | Rapid Bucarest          |
| Gloria Bistrita    | ŽRK Budućnost           |
| Nykøbing Falster   | Vipers Kristiansand     |

## Fase de grupos

### Grupo A
| Local \ Visitante  | BUC   | FER   | GLO   | KRI   | MET   | NYK   | PVE   | STO   |
| ------------------ | ----- | ----- | ----- | ----- | ----- | ----- | ----- | ----- |
| CSM București      | —     | 26–28 | 32–23 | 36–23 | 31–32 | 27–26 | 31–30 | 32–28 |
| Ferencvárosi TC    | 31–28 | —     | 32–28 | 28–27 | 23–26 | 31–22 | 33–24 | 26–25 |
| Gloria Bistrita    | 30–26 | 23–26 | —     | 30–35 | 28–34 | 37–29 | 25–29 | 31–28 |
| RK Krim            | 29–31 | 22–27 | 28–25 | —     | 25–34 | 35–25 | 30–29 | 25–23 |
| Metz Handball      | 27–24 | 24–19 | 28–26 | 34–30 | —     | 30–22 | 35–31 | 24–20 |
| Nykøbing Falster   | 27–29 | 27–34 | 32–24 | 30–30 | 27–28 | —     | 28–31 | 28–33 |
| RK Podravka Vegeta | 28–29 | 29–30 | 26–25 | 23–24 | 26–28 | 27–27 | —     | 25–24 |
| Storhamar HE       | 21–32 | 21–27 | 25–23 | 29–28 | 29–29 | 22–22 | 23–25 | —     |

|                               | Equipo             | J  | G  | E | P  | GF  | GC  | DG  | Puntos |
| ----------------------------- | ------------------ | -- | -- | - | -- | --- | --- | --- | ------ |
| 1                             | Metz Handball      | 14 | 13 | 1 | 0  | 413 | 361 | 52  | 27     |
| 2                             | Ferencvárosi TC    | 14 | 12 | 0 | 2  | 395 | 351 | 44  | 24     |
| 3                             | CSM București      | 14 | 9  | 0 | 5  | 414 | 383 | 31  | 18     |
| 4                             | RK Krim            | 14 | 6  | 1 | 7  | 390 | 404 | -14 | 13     |
| 5                             | RK Podravka Vegeta | 14 | 5  | 1 | 8  | 383 | 392 | -9  | 11     |
| 6                             | Storhamar HE       | 14 | 3  | 2 | 9  | 351 | 377 | -26 | 8      |
| 7                             | Gloria Bistrita    | 14 | 3  | 0 | 11 | 378 | 410 | -32 | 6      |
| 8                             | Nykøbing Falster   | 14 | 1  | 3 | 10 | 372 | 418 | -46 | 5      |
| Fuente: EHF Champions League; |                    |    |    |   |    |     |     |     |        |

### Grupo B
| Local \ Visitante       | BRE   | BUD   | ESB   | GYO   | LUD   | ODE   | RAP   | VIP   |
| ----------------------- | ----- | ----- | ----- | ----- | ----- | ----- | ----- | ----- |
| Brest Bretagne Handball | —     | 23–23 | 33–32 | 34–35 | 26–28 | 36–38 | 33–21 | 30–27 |
| ŽRK Budućnost           | 22–35 | —     | 23–27 | 23–23 | 25–36 | 24–33 | 21–21 | 26–20 |
| Team Esbjerg            | 36–27 | 26–19 | —     | 23–29 | 30–30 | 39–30 | 39–32 | 30–29 |
| Győri ETO KC            | 28–27 | 33–21 | 28–26 | —     | 32–19 | 28–35 | 31–20 | 27–22 |
| HB Ludwigsburg          | 26–33 | 26–18 | 31–36 | 26–31 | —     | 24–40 | 30–24 | 33–29 |
| Odense Håndbold         | 36–33 | 31–29 | 20–31 | 32–34 | 28–22 | —     | 32–24 | 10–0  |
| Rapid Bucarest          | 31–34 | 32–27 | 26–28 | 25–28 | 29–37 | 25–42 | —     | 10–0  |
| Vipers Kristiansand     | 0–10  | 32–23 | 0–10  | 0–10  | 30–23 | 26–24 | 30–30 | —     |

|                               | Equipo                  | J  | G  | E | P  | GF  | GC  | DG  | Puntos |
| ----------------------------- | ----------------------- | -- | -- | - | -- | --- | --- | --- | ------ |
| 1                             | Győri ETO KC            | 14 | 12 | 1 | 1  | 397 | 333 | 64  | 25     |
| 2                             | Team Esbjerg            | 14 | 10 | 1 | 3  | 414 | 360 | 54  | 21     |
| 3                             | Odense Håndbold         | 14 | 10 | 0 | 4  | 434 | 376 | 58  | 20     |
| 4                             | Brest Bretagne Handball | 14 | 7  | 1 | 6  | 414 | 383 | 31  | 15     |
| 5                             | HB Ludwigsburg          | 14 | 6  | 1 | 7  | 391 | 411 | -20 | 13     |
| 6                             | Rapid Bucarest          | 14 | 2  | 2 | 10 | 350 | 412 | -62 | 6      |
| 7                             | ŽRK Budućnost           | 14 | 1  | 3 | 10 | 324 | 398 | -74 | 5      |
| 8                             | Vipers Kristiansand     | 14 | 3  | 1 | 10 | 245 | 296 | -51 | 7      |
| Fuente: EHF Champions League; |                         |    |    |   |    |     |     |     |        |

## Fase eliminatoria

### Octavos de final
| Equipo 1           | Agr.  | Equipo 2                | Ida   | Vuelta |
| ------------------ | ----- | ----------------------- | ----- | ------ |
| Rapid Bucarest     | 46-62 | CSM București           | 24-34 | 22-28  |
| Storhamar HE       | 41-58 | Odense Håndbold         | 20-33 | 21-25  |
| HB Ludwigsburg     | 54-47 | RK Krim                 | 31-21 | 23-26  |
| RK Podravka Vegeta | 54-61 | Brest Bretagne Handball | 27-26 | 27-35  |

### Cuartos de final
| Equipo 1                | Agr.  | Equipo 2        | Ida   | Vuelta |
| ----------------------- | ----- | --------------- | ----- | ------ |
| Brest Bretagne Handball | 58-62 | Metz Handball   | 26-29 | 32-33  |
| HB Ludwisburg           | 46-54 | Győri ETO KC    | 24-25 | 22-29  |
| Odense Håndbold         | 52-51 | Ferencvárosi TC | 27-27 | 25-24  |
| CSM București           | 52-55 | Team Esbjerg    | 30-29 | 22-26  |

## Final Four
|  | Semifinales     | Semifinales     |              |    | Final | Final |
|  |                 |                 |              |    |       |       |
|  | 31 de mayo      |                 |              |    |       |       |
|  |                 |                 |              |    |       |       |
|  | Győri ETO KC    | 29              |              |    |       |       |
|  | Győri ETO KC    | 29              | 1 de junio   |    |       |       |
|  | Team Esbjerg    | 28              |              |    |       |       |
|  | Team Esbjerg    | 28              | Győri ETO KC | 29 |       |       |
|  | 31 de mayo      |                 | Győri ETO KC | 29 |       |       |
|  |                 | Odense Håndbold | 27           |    |       |       |
|  | Metz Handball   | Odense Håndbold | 27           | 29 |       |       |
|  | Metz Handball   |                 |              | 29 |       |       |
|  | Odense Håndbold | 31 (ET)         |              |    |       |       |
|  | Odense Håndbold | 31 (ET)         | 3º Puesto    |    |       |       |
|  |                 |                 |              |    |       |       |
|  | 1 de junio      |                 |              |    |       |       |
|  |                 |                 |              |    |       |       |
|  | Team Esbjerg    | 30              |              |    |       |       |
|  | Team Esbjerg    | 30              |              |    |       |       |
|  | Metz Handball   | 27              |              |    |       |       |

| Liga de Campeones EHF 2024-25 |
| ----------------------------- |
|                               |
| Győri ETO KC 7.o Título       |

## Estadísticas

### Máximas goleadoras
| Núm. | Nombre                | Club                    | Goles |
| ---- | --------------------- | ----------------------- | ----- |
| 1    | Henny Reistad         | Team Esbjerg            | 154   |
| 2    | Elizabeth Omoregie    | CSM București           | 109   |
| 3    | Sarah Bouktit         | Metz Handball           | 107   |
| 4    | Cristina Neagu        | CSM București           | 101   |
| 5    | Ana Gros              | RK Krim                 | 91    |
| 5    | Dione Housheer        | Győri ETO KC            | 91    |
| 7    | Thale Rushfeldt Deila | Odense Håndbold         | 88    |
| 7    | Clarisse Mairot       | Brest Bretagne Handball | 88    |
| 9    | Matea Pletikosić      | RK Podravka Vegeta      | 86    |
| 10   | Anna Viajireva        | Brest Bretagne Handball | 85    |